# Turcs de Croatie
La minorité turque de Croatie désigne la minorité ethnique turque vivant en Croatie.